# Vörårunorna

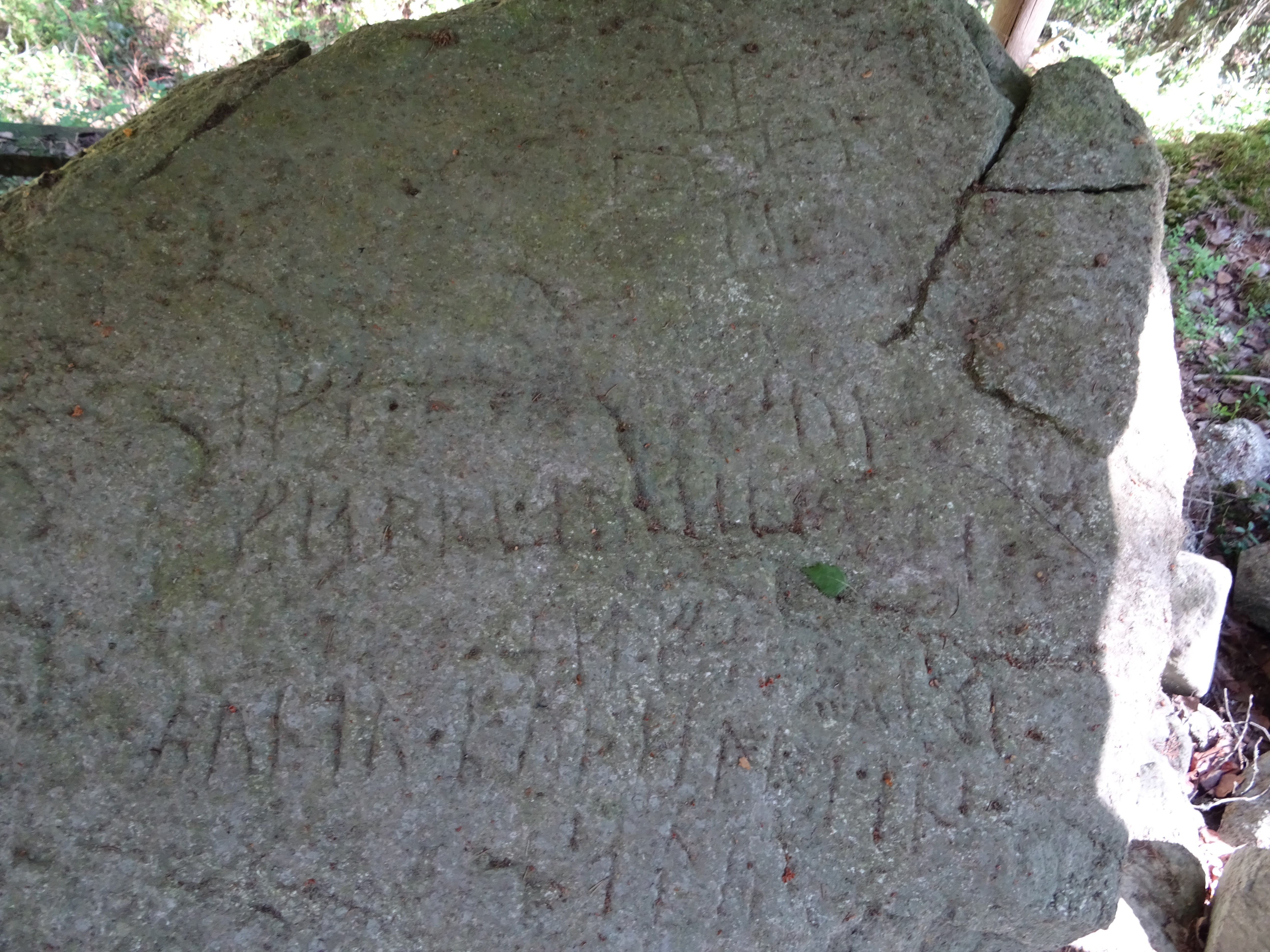
En runsten av Båtholmen i Vörå

Vörårunorna är tre runstenar som hittats i Vörå, Finland.
- Pethskiftesristningen
- Höjsalristningen
- Båtholmenristningen

Tukkalaspännet och Hitisstenen är andra runinskrifter som hittats i Finland. Lite tvekan gäller över spännet, ett runt föremål som hittades på gränsen till Sverige, som bär underliga tecken som liknar, men ej behöver vara runor. Texten på spännet nämner dessutom ett gotländskt kvinnonamn, Botwi, och är alltså inte ristad i Finland utan på Gotland men sedan tappad på dess nuvarande fyndplats. Ingen av Vörårunorna är säkert vikingatida, trots att de väckt mycket uppståndelse i Finland. Idag tvekar många forskare om deras ålder. Museiverket i Finland har bedömt åldern att vara 100-200 år.